# Władysław Dunin-Borkowski
Władysław Dunin-Borkowski (ur. 24 czerwca 1884 w Warszawie, zm. 27 marca 1922 w Zakopanem) – polski malarz, rotmistrz Wojska Polskiego II Rzeczypospolitej, kawaler Orderu Virtuti Militari.

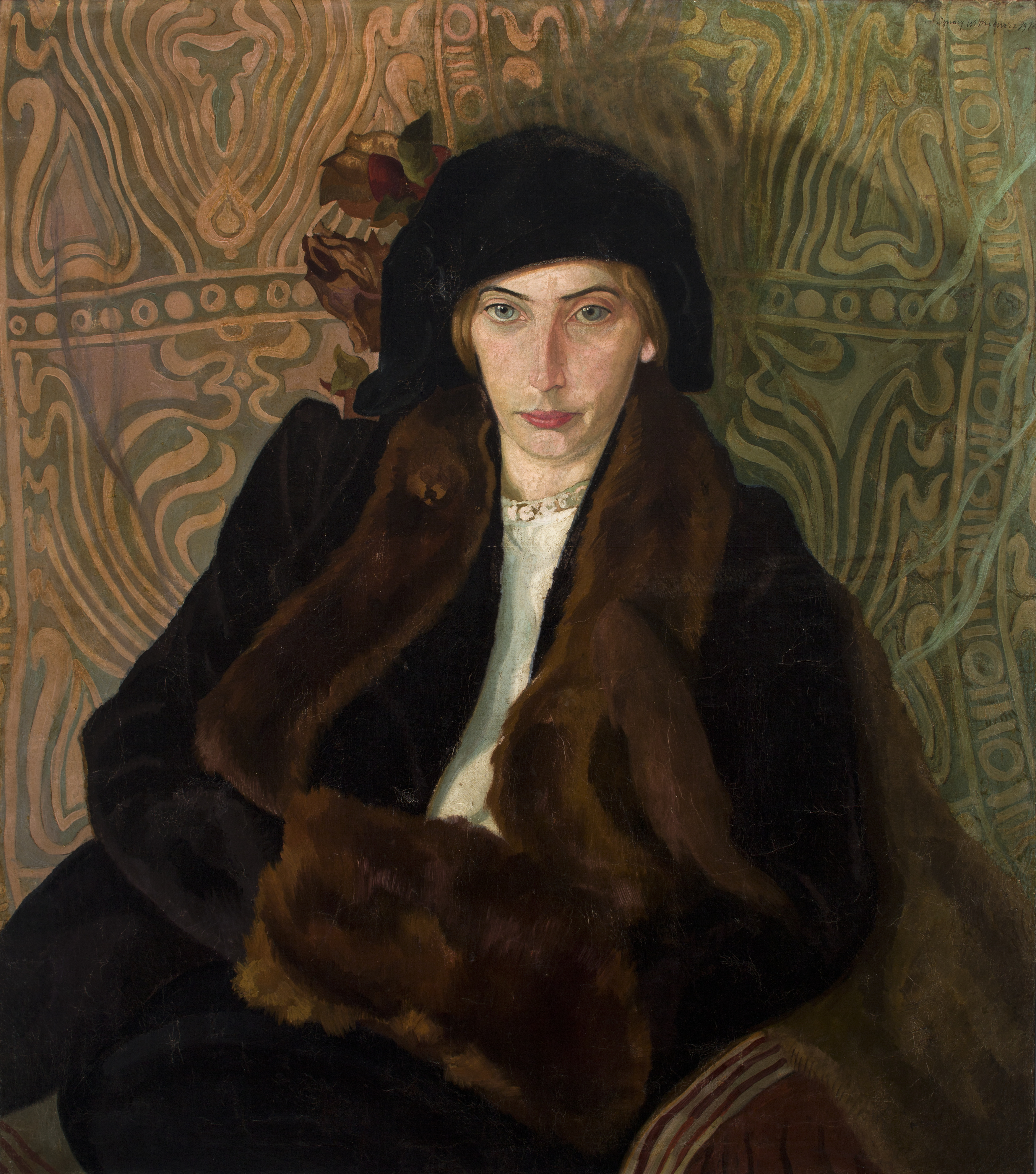
Portret Eugenii Dunin-Borkowskiej, żony Władysława

## Życiorys
Pochodził z wywodzącej się z kieleckiego rodziny ziemiańskiej. Od 1905 do 1910 studiował na krakowskiej Akademii Sztuk Pięknych w pracowni Józefa Mehoffera. W tej samej pracowni, uczył się Stanisław Ignacy Witkiewicz, z którym łączyły go przyjacielskie relacje. Żona Władysława, Eugenia Dunin-Borkowska była często portretowana przez Witkacego. Po ukończeniu studiów wyjechał do Paryża, aby doskonalić umiejętności malarskie. Przebywając tam zaangażował się w działalność Związku Strzeleckiego. Do historii przeszedł pojedynek na szable Władysława Dunin-Borkowskiego z Leonem Chwistkiem, którego narzeczoną Olgę Steinhaus artysta publicznie obraził. Świadkami pojedynku byli ze strony Dunin-Borkowskiego malarze Władysław Porankiewicz i Antoni Józef Kamiński, ze strony Chwistka Bolesław Wieniawa-Długoszowski i Jerzy Dubois. Dunin-Borkowski pojedynek przegrał, był ranny w skroń i omal nie stracił ucha. O tym zdarzeniu pisały wszystkie paryskie dzienniki, polski "Świat" z 10 kwietnia 1914, a nawet "The Times".
Po tym wydarzeniu Władysław Dunin-Borkowski wstąpił do Legii Cudzoziemskiej, ale wkrótce dowiedziawszy się o formowaniu Legionów Polskich wystąpił z Legii i w lipcu 1915 zgłosił się swoją gotowość, od sierpnia 1915 1 pułku ułanów Legionów Polskich. Przyłączono go do 3. plutonu 3. szwadronu, jako starszego ułana. Uczestniczył w kampanii wołyńskiej. Od 5 lutego do 31 marca 1917 roku był słuchaczem kawaleryjskiego kursu oficerskiego przy 1 pułku ułanów w Ostrołęce. Kurs ukończył z wynikiem dobrym. Posiadał wówczas stopień starszego ułana. Później został mianowany kapralem . Latem tego roku, po kryzysie przysięgowym, został internowany w Szczypiornie.
Po uwolnieniu był współorganizatorem 7 pułku ułanów w Lublinie, dowodząc plutonem brał udział w bitwach pod Słonimem i Sawiczami oraz tzw. zagonu na Lidę. W ramach doskonalenia umiejętności wojskowych ukończył szkołę jazdy w Starej Wsi. W 1920 brał udział w wojnie polsko-bolszewickiej dowodząc szwadronem 7 pułku ułanów, a następnie był oficerem operacyjnym w 4 Brygadzie Jazdy. Uczestniczył w walkach nad rzeką Niemen w stopniu rotmistrza. Za udział w wojnie polsko-bolszewickiej został odznaczonym krzyżem Orderu Wojskowego Virtuti Militari V klasy, pod koniec 1920 został przeniesiony do rezerwy. Przyczyną był pogarszający się stan zdrowia spowodowany postępującą gruźlicą. Od 1921 przebywał w sanatorium w Zakopanem, gdzie zmarł 27 marca 1922. W wielu źródłach (nawet w tworzonych przez jego dawnych znajomych), mylnie podawano, że zginął podczas I wojny światowej.
W dorobku artysty z czasów służby w Legionach pozostała liczna kolekcja portretów żołnierzy służących w pułku dowodzonym przez Władysława Belinę-Prażmowskiego. Jest autorem słów piosenki legionowej „Belinowe ułany”, która powstała podczas pobytu pułku na Wołyniu w 1916.

## Ordery i odznaczenia
- Krzyż Srebrny Orderu Wojskowego Virtuti Militari nr 2764 (1921)[4]
- Odznaka Honorowa Polskiego Czerwonego Krzyża II stopnia (1935)[5]